# Provincia Relizane
Provincia Relizane (în arabă ولاية غليزان) este o unitate administrativă de gradul I (wilaya) a Algeriei. Reședința sa este orașul Relizane.